# ロブサンジャムツィーン・ムルドルジ
ロブサンジャムツィーン・ムルドルジ（モンゴル語: Лувсанжамбын Мөрдорж, ラテン文字：Luvsanjambyn Mördorj、1919年 - 1996年）は、モンゴルの作曲家。
1950年代から1960年代にかけてのモンゴル楽壇の牽引役の一人。1955年に作曲された交響曲『我らが祖国』はモンゴル初の交響曲であった。また彼はビレギーン・ダムディンスレンとともにモンゴルの国歌を作曲した。作風はピョートル・チャイコフスキーやグスタフ・マーラーの影響を受け、センビーン・ゴンチグソムラーやエレゼンギーン・チョイドグらとともに「19世紀欧州楽派」と呼ばれた。